# Идельсон, Наум Ильич
Нау́м Ильи́ч Идельсо́н (1 [13] марта 1885, Санкт-Петербург — 14 июля 1951, Ленинград) — советский астроном-теоретик и специалист по истории физико-математических наук.

## Биография
Сын инженера-судостроителя, председателя Невского судостроительного общества Ильи Ивановича Идельсона (1847—1913/6). Его мать, Идельсон Елена Наумовна (ум. в 1902), врач. Двоюродный брат А. В. Азарх-Грановской и Р. В. Идельсон. Его родная сестра Софья Ильинична Идельсон (род. 1889) была замужем за Андреем Ивановичем Дурдиным (1887—1943), сыном купца 1-й гильдии И. А. Дурдина.
В 1902 году окончил с золотой медалью 3-ю Петербургскую гимназию. В 1905—1906 годах прослушал два курса на философском факультете Берлинского университета. В 1909 году и в 1911 году окончил юридический и физико-математический факультеты Петербургского университета. Некоторое время работал присяжным поверенным. В 1916 году призван в 13-ю Инженерно-Строительную Дружину Всероссийского земского союза. Сослуживец поэта Александра Блока.
Преподавал математику в среднем учебном заведении, в 1918—1919 годах работал в астрономическом отделении Естественнонаучного института им. П. Ф. Лесгафта, в 1919—1931 годах в Государственном вычислительном институте (позднее преобразованном в Астрономический институт). Одновременно в 1921—1926 годах руководил Петроградским (Ленинградским) отделением Пулковского вычислительного отдела. В 1931—1936 годах работал в теоретическом секторе Пулковской обсерватории (с 1934 года — заведующий сектором).
В 1936 году был арестован в связи с «пулковским делом», вернулся к научной деятельности в 1939 году.
В 1939—1941 годах возглавлял отдел эфемеридной службы и ежегодников в Астрономическом институте. В 1941—1944 годах работал в Институте теоретической геофизики АН СССР в Казани и Казанском университете (заведовал кафедрой геофизики). С 1946 года руководил астрометрическим отделом Пулковской обсерватории.
С 1926 года и до конца жизни преподавал в Ленинградском университете (с 1933 года — профессор). В 1929—1932 годах был председателем Русского астрономического общества.
Основные научные работы посвящены вычислительной и теоретической астрономии. Был одним из организаторов эфемеридной службы в нашей стране, а также одним из инициаторов издания астрономических ежегодников. В Астрономическом институте возглавлял вычислительные работы по основным разделам «Астрономического ежегодника СССР», был ответственным редактором его выпусков на 1941—1943 годы и автором пояснительных разделов. В приложениях к выпускам ежегодника опубликовал статьи о редукционных вычислениях и фундаментальных постоянных в астрономии. Участвовал в создании и был редактором первого выпуска «Морского астрономического ежегодника».
В 1922 году рассчитал по методу Бесселя таблицы редукционных величин, использовавшиеся при составлении ежегодников и при обработке позиционных наблюдений.
В 1927 году определил поправку равноденствия Пулковского каталога 1915,0 по пулковским наблюдениям Солнца за период 1904—1915 годов и получил значение, отличающееся высокой точностью. Обработал пулковские наблюдения Солнца за период 1885—1900 годов и наблюдения собственных движений звёзд Гельсингфорсской зоны. Определил элементы орбит нескольких комет, провёл большую работу по предвычислению появления кометы Мешена-Туттля в 1926 году, вычислил возмущения в движении кометы Энке. Исследовал некоторые вопросы теории фигуры Земли и теоретической гравиметрии.
Написал капитальный труд «Теория потенциала с приложениями к теории фигуры Земли и геофизике» (1936).
Автор курса «Способ наименьших квадратов и теория математической обработки наблюдений» и книг по истории календаря, биографий Н. Коперника, Г. Галилея, И. Ньютона, Ж. Лагранжа, А. Клеро и Н.И. Лобачевского, очерки об У. Леверье, Дж. Дарвине, М. А. Вильеве, Г. Н. Неуймине, А. Н. Крылове. Основные историко-астрономические работы Идельсона изданы отдельной книгой «Этюды по истории небесной механики» (1975; серия «Из истории мировой культуры»).
Его супруга — Анна Григорьевна Идельсон (1886—1974) изображена на портрете, написанном в 1913 году Вардгесом Суренянцем; портрет находится в Национальной картинной галерее Армении.
Супруги Идельсон похоронены на Шуваловском кладбище Санкт-Петербурга.

## Память
Именем Идельсона назван астероид (1403) Идельсония, открытый Г. Н. Неуйминым 13 августа 1936 года в Симеизской обсерватории, а также кратер на обратной стороне Луны.